# Княжевский сельсовет (Егорьевский район)
Княжевский сельсовет — упразднённая административно-территориальная единица, существовавшая на территории Московской губернии и Московской области до 1939 года.
Княжевский сельсовет был образован в первые годы советской власти. По данным 1923 года он входил в состав Починковской волости Егорьевского уезда Московской губернии.
В 1925 году к Княжевскому с/с был присоединён Леоновский с/с, но уже 16 ноября 1926 года он был выделен обратно.
По данным 1926 года сельсовет включал село Княжево, деревни Леоново и Харламово, а также 2 мельницы.
В 1929 году Княжевский с/с был отнесён к Егорьевскому району Орехово-Зуевского округа Московской области. При этом к нему был присоединён Леоновский с/с.
17 июля 1939 года Княжевский с/с был упразднён. При этом его территория (селения Княжево, Леоново и Харламово) была передана в Полбинский с/с.